# 眼角静脈
眼角静脈（がんかくじょうみゃく）は頭頸部の静脈の一つ。前頭葉静脈と眼窩上静脈が合わさって作られ、鼻根部を斜め下方に走行し、眼窩下縁の高さで前顔面静脈となる。
眼角静脈は鼻翼の外鼻静脈も合流し、鼻前頭静脈を介して上眼静脈とも吻合する。これは前顔面静脈と海綿静脈洞の間で重要な吻合である

## 追加画像

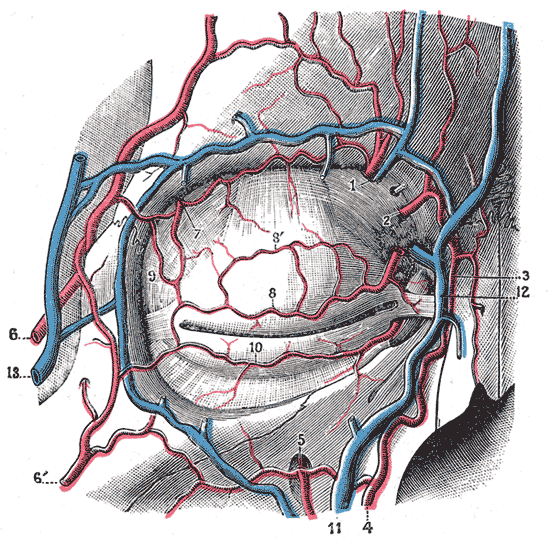
Bloodvessels of the eyelids, front view.
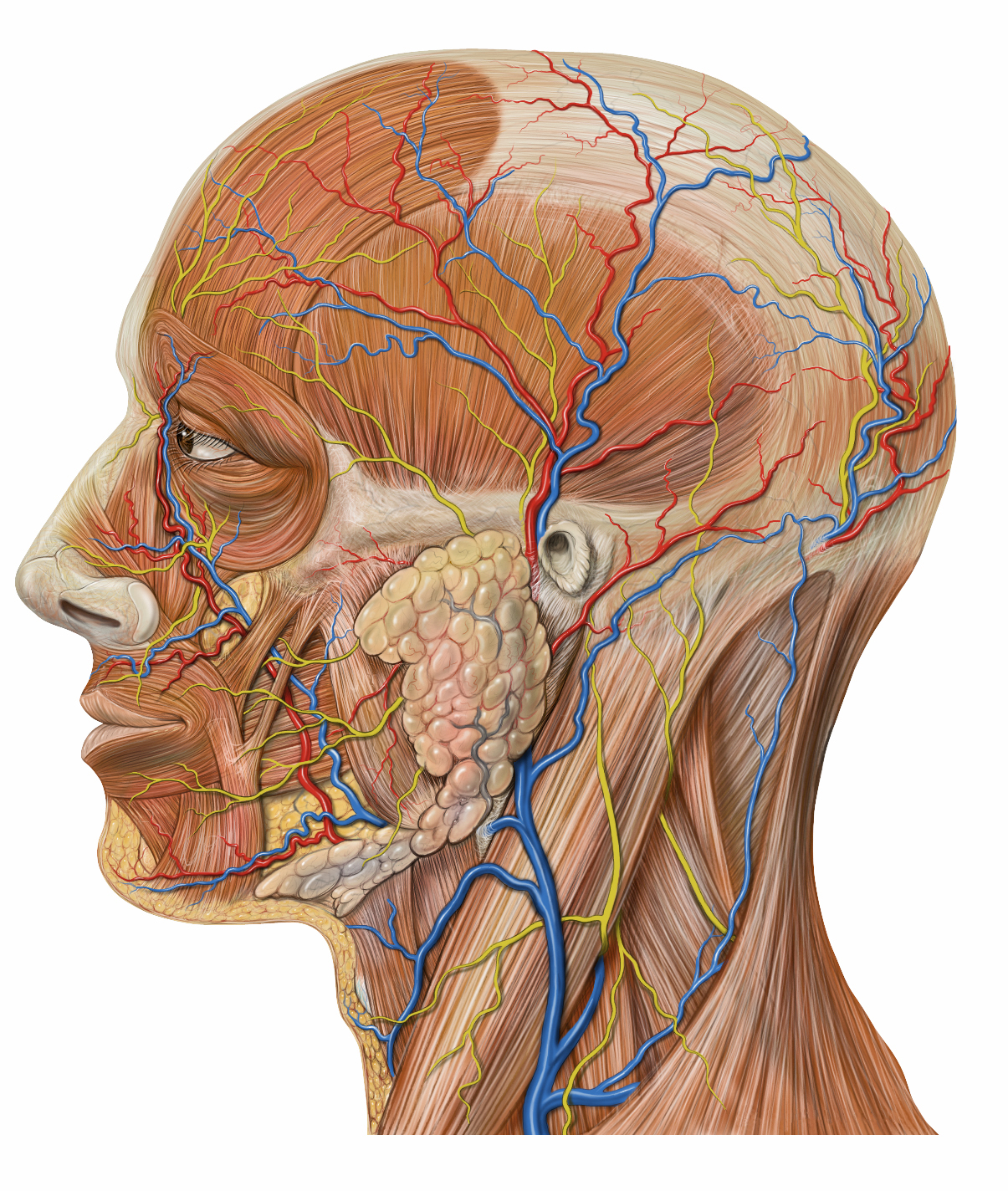
Lateral head anatomy detail
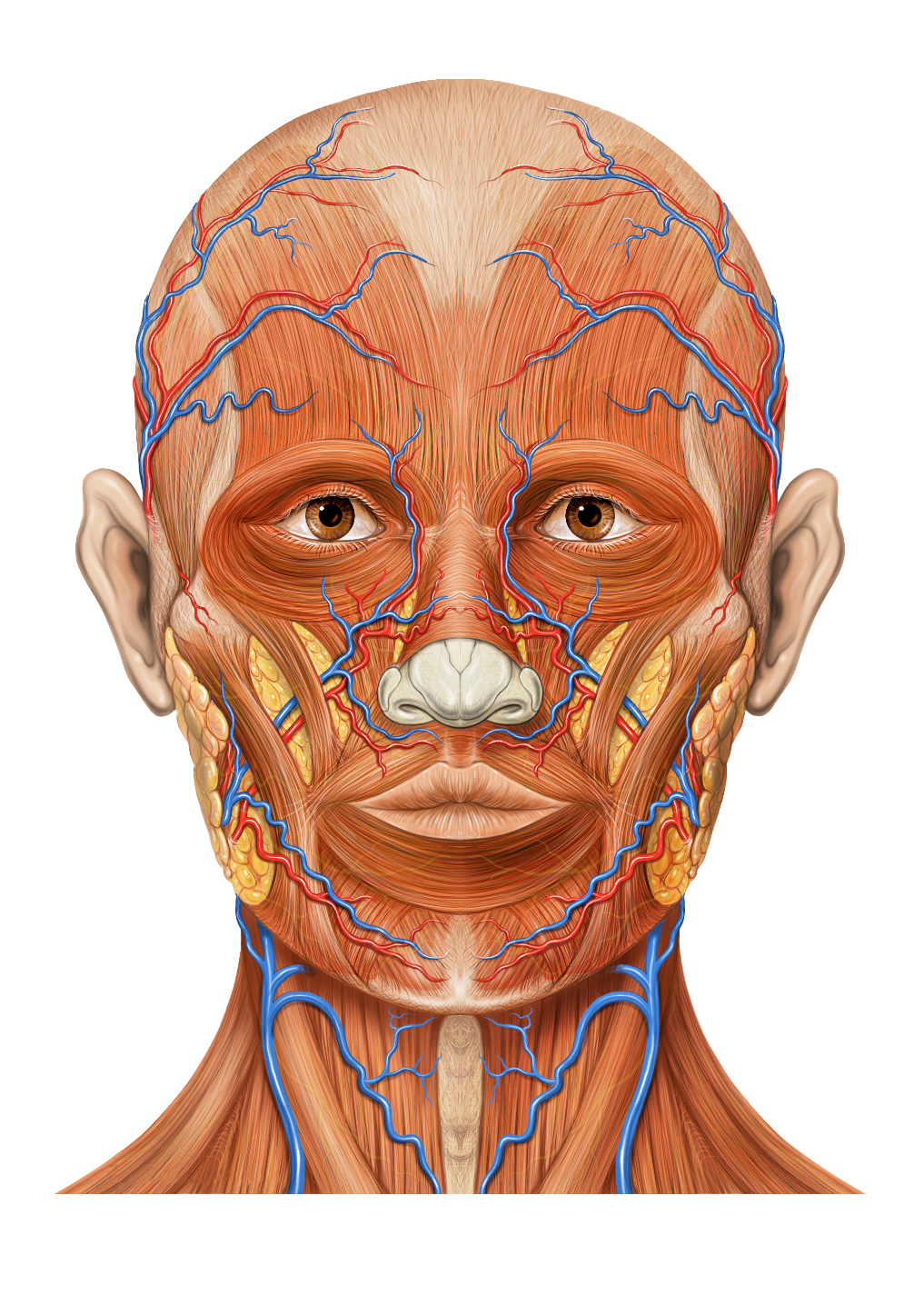
Head anatomy anterior view